# 浅野英
浅野 英（あさの なぶさ、本名は「ハヤブサ」、1916年 - 1997年（平成9年）9月1日）は、日本の都市計画家。日本都市計画学会名誉会員。日本都市計画学会の専務理事としても活躍した。

## 経歴
旧制第二高等学校出身。二高卒業後は東京帝国大学工学部土木工学科に進学し1935年（昭和10年）3月に卒業。都市計画行政の中軸を歩む。神奈川県都市計画課主任技師兼任で別官制の内務省都市計画神奈川地方委員会技師。神奈川県相模原土地区画整理事務所長を歴任。相模原の新興工業都市なる「ニュータウン」造りにかかわる。
戦後は戦災復興院に移籍し土地局工務課。建設省発足後は、1950年（昭和25年）6月から1951年5月の間、建設省計画局都市復興課長。その後計画課から経済安定本部に出向。
1955年（昭和30年）に日本住宅公団発足後は先買い・土地区画整理事業方式による新都市づくりの課長として赴任。その事業計画の策定に携っていく。1959年（昭和34年）6月から1961年（昭和36年）1月の間、区画整理課長として活躍。この他首都圏建設委員会事務局第一課長就任。首都建時代には後の東大教授井上孝や東大の学生だった後の東大教授新谷洋二を指導した。またその頃榧木寛之の後を受け、東大講師を兼務。住宅公団では本所宅地開発部長、理事を歴任し、住宅公団時代は十余年に及んだ。また理事の頃は筑波研究学園都市に関わりその関係で神奈川以来の盟友楠瀬正太郎を迎える。事業計画はマスタープランに基き総合的に決めるべきとの考えの下、若手とともに現地調査をし、また緑との共生にも留意していたという。その後民間の国際開発コンサルタント社長を経て、1985年（昭和60年）には日本都市計画学会専務理事を務める。学会も30周年を期に退任。
墓弾銘は「戦后区画整理の道」。勲三等瑞宝章授章。